# تجمع محصبة (غيل بن يمين)

تعديل مصدري - تعديل

تجمع محصبة هي إحدى قرى عزلة غيل بن يمين بمديرية غيل بن يمين التابعة لمحافظة حضرموت، بلغ تعداد سكانها 31 نسمة حسب تعداد اليمن لعام 2004.